# Erwin Vollmer
Pour les articles homonymes, voir Vollmer.
Erwin Vollmer, né le 19 octobre 1884 à Berlin et mort le 27 juin 1973 à Rehlingen près de Lunebourg, est un peintre et sculpteur allemand.

## Biographie
Erwin Vollmer est issu d'une famille d'artistes d'Allemagne du Nord. Son grand-père est le peintre de paysages et de marines de Hambourg Adolph Friedrich Vollmer (1806-1875). Son père Johannes Vollmer (1845-1920) est un architecte d'églises protestantes allemande et enseigne à l'Université technique de Charlottenburg. Son frère aîné est l'historien de l'art Hans Vollmer, éditeur de longue date et rédacteur en chef du Thieme-Becker et de l'Allgemeines Lexikon der bildenden Künstler des XX. Jahrhunderts.
Erwin Vollmer reçoit sa première instruction artistique à l'Université des Beaux-Arts de Charlottenburg du peintre paysagiste berlinois Paul Vorgang. De 1904 à 1908, il étudie à l'école des beaux-arts de Weimar avec Ludwig von Hofmann, Theodor Hagen, Sascha Schneider et Hans Olde. Il y rencontre Willy Preetorius, Otto Illies, Rudolf Siegmund et Ivo Hauptmann, entre autres. Il reste ami à vie avec Willy Preetorius et Otto Illies. En tant qu'étudiant en art, Erwin Vollmer a l'occasion de participer à la troisième exposition de l'Association allemande des artistes à Weimar dès 1906 avec la peinture à l'huile May Evening. Une œuvre figurative Abschied (huile sur toile) est acceptée pour l'exposition à la Sécession de Berlin en 1908. Après sa formation, il est admis comme membre à part entière de la DKB, et son nom figure encore dans l'annuaire des membres de 1936 jusqu'à la dissolution forcée du Künstlerbund.
Erwin Vollmer trouve un paysage semblable au sien dans la lande aride de Lunebourg. Il s'installe vers 1908 dans le village de Rehlingen - à l'époque encore entouré de vastes étendues de landes -  et vit dans cet isolement jusqu'à la fin de sa vie. Des voyages d'études le conduisent en Finlande, en 1935 au fleuve Rega en Poméranie, ainsi qu'à plusieurs reprises chez Otto Illies dans le Harz et chez Willy Preetorius à Kreuth sur Tegernsee.
Erwin Vollmer a deux filles de son premier mariage avec Erna Sparkuhl (1889-1930) et une fille et un fils de son second mariage avec Erna Christine Kresina (1907-1996). Après sa mort, Erna Christine épouse l'historien germano-américain Fritz T. Epstein, qu'elle avait rencontré lorsqu'elle était jeune étudiante à Hambourg et avec lequel elle était restée en contact - avec des interruptions dues à la guerre.
Enrôlé dans l'armée en 1914, Erwin Vollmer est réformé parce que sa vue est déjà altérée à cette époque. Cette situation se détériore de plus en plus avec l'âge. Malgré un grave handicap, surtout au cours des 10 à 15 dernières années, il peint jusqu'à sa mort.

## Travail
Les sujets d'Erwin Vollmer sont principalement le paysage, en particulier la lande solitaire à la fin de l'automne et en hiver, ainsi que les gens de ce paysage au labeur. Un thème qui le préoccupe sans cesse est celui de la figure humaine en tant qu'incarnation du sentiment émotionnel : elle n'a rien de personnel,. .Dans la représentation des groupes figuratifs, l'influence de L. von Hoffmann, dont les compositions de figures en mouvement rythmique dans un paysage idéal, influencées par l'Art nouveau, reste perceptible jusque dans les années 1930 [et même plus tard]. Femmes faisant de la musique (1918) et Déluge de 1944 en sont des exemples.
Erwin Vollmer est un sculpteur autodidacte. Les petites sculptures - nus et animaux - sont exécutées en terre cuite et en bronze.
Après des tentatives pointillistes et impressionnistes, inspirées par Hans Olde, (ex. Par exemple : Belvederer Allee Weimar 1907) Erwin Vollmer a trouvé son propre style expressionniste dans les années 1920, qui commence toujours par la couleur . Les couleurs, ainsi que l'ambiance de base, sont principalement sombres : les verts, les bleus et les bruns sombres prédominent. L'œuvre tardive se caractérise par une simplification croissante des formes et une intensité plus forte des couleurs. Hanna Fueß (1941) voyait dans ce paysage une consubstantialité de l'homme : "le ciel couvert de nuages qui s'abat sur la lande brune stérile et ses habitants forment une unité indissoluble". Des images, comme créées à partir d'une "force primitive élémentaire", émane une "puissance primitive dépourvue de tout sentimentalisme". L'ambiance de base des tableaux à thèmes religieux - motifs de l'Ancien Testament et de la mythologie repris à l'envi - est également sombre et lourde : "Les gens n'apparaissent généralement pas comme des agents mais plutôt comme des objets de la volonté divine, la sévérité et l'implacabilité caractérisent les tableaux.".
Selon Otto Fischer (1955)  , une ambiance religieuse sous-jacente n'est pas limitée à ces peintures directement déterminées par le sujet : Un "sens onirique de l'infini" imprègne et unifie l'ensemble de l'œuvre figurative et paysagère de Vollmer. Le ciel, la terre, les arbres et les animaux (très rarement aussi les humains) sont les témoins de "l'ordre divin de la nature" en tant qu'"œuvres du Créateur". L'homme, cependant, est dépeint comme perdu entre ce monde et l'au-delà. SParmi ses œuvres religieuses les plus importantes, citons la Descente de la Croix (retable de la salle paroissiale Sainte Gertrude à Lübeck) et un triptyque dans l'ancienne Kreissparkasse à Amelinghausen.
Les œuvres d' Erwin Vollmer sont représentées dans les musées suivants : Albert-König-Museum Unterlüß, Musée de la Principauté de Lüneburg, Bomann-Museum Celle, Gleimhaus Halberstadt, Altonaer Museum Hamburg et au Pommersches Landesmuseum à Greifswald. Après le succès de ses expositions personnelles dans les années 1950, d'autres achats officiels ont été effectués, notamment par le bureau du travail de Lunebourg et le bureau du président fédéral à Bonn.

Galerie
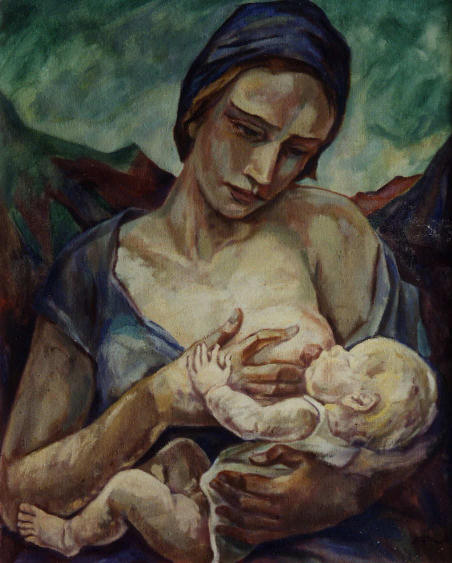
Jeune maman 1930
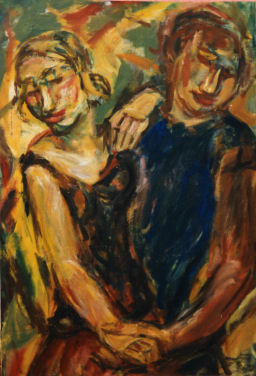
Couple (danse) 1962
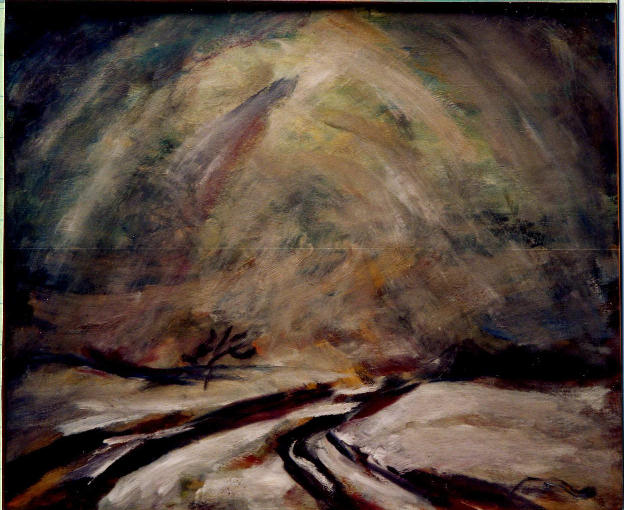
Nuit d'hiver 1955
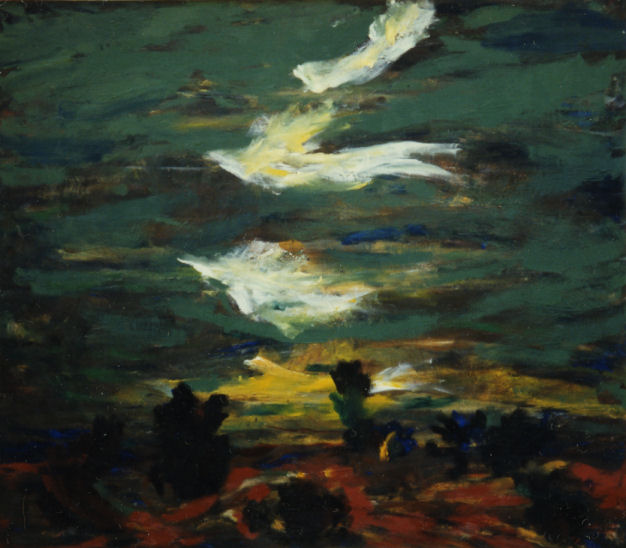
La bruyère 1968
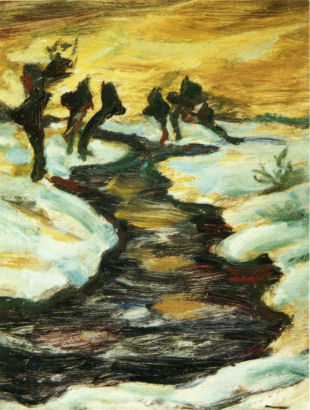
Winterbach 1948
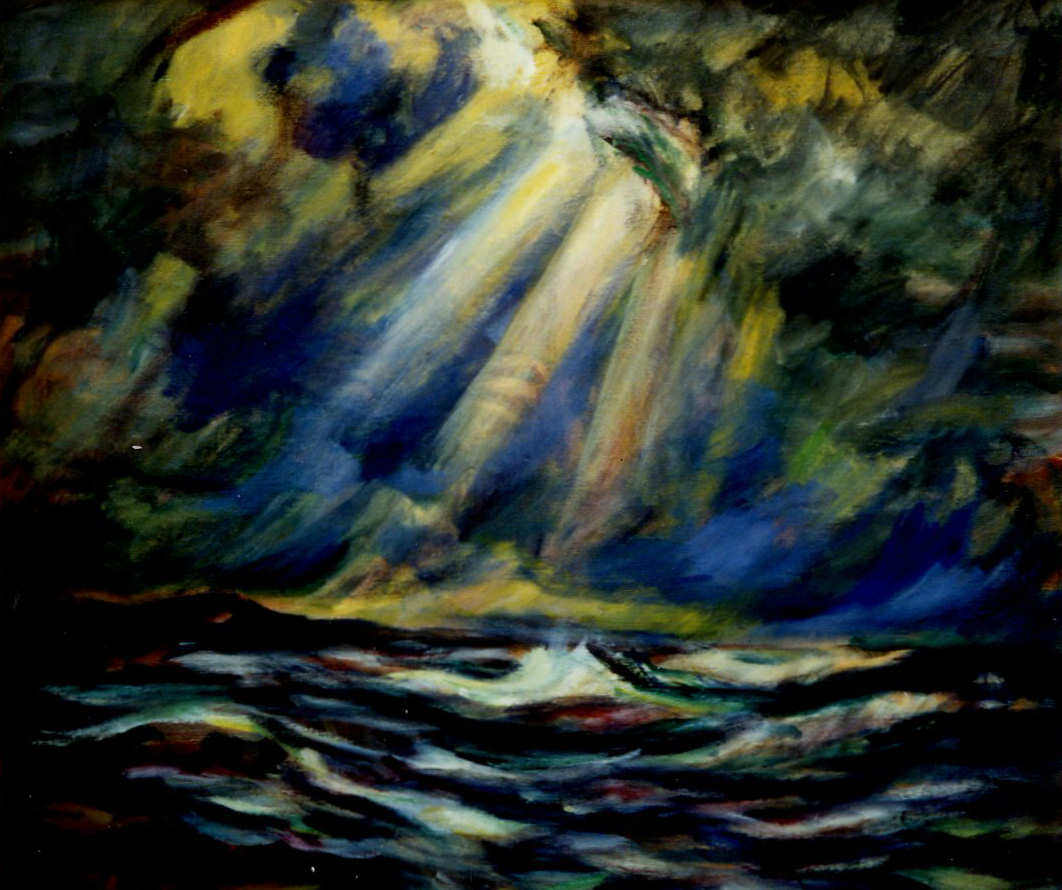
Jour de la création 1946